# Zig & Sharko
Zig & Sharko è una serie animata francese prodotta da Xilam e trasmessa su Canal+ Family e TF1 dal 21 dicembre 2010 con 78 episodi dalla durata di 7 minuti. Nel 2015 viene trasmessa una seconda stagione su Gulli e Super RTL con altri 78 episodi; una terza stagione di 78 episodi viene trasmessa sullo stesso canale nel 2019, mentre la quarta stagione viene trasmessa nel 2023. I personaggi non parlano, ma emettono versi come urla, risate, pianti, e rumori mentre si fanno male, si arrabbiano o rimangono sorpresi. La serie si è conclusa dopo quattro stagioni il 16 aprile 2024

## Trama
In un'isola vulcanica dell'Oceano Indiano con una fitta giungla piena d'alberi, vive la iena bruna Zig, che, con l'aiuto del paguro bernardo Bernie, vuole mangiarsi la sirena Marina, che però è sempre protetta dallo squalo bianco Sharko. Nella prima stagione le vicende si svolgono spesso in fondo al mare o sullo scoglio su cui è solita stare Marina, nella seconda stagione sull'isola vulcanica in cui vive Zig, nella terza stagione su una nave da crociera in giro per il mondo e nella quarta stagione di nuovo sull'isola, stavolta con i sandali magici di Marina.

## Episodi
| Stagione         | Episodi | Prima TV Francia | Prima TV Italia |
| ---------------- | ------- | ---------------- | --------------- |
| Prima stagione   | 26      | 2010-2011        | 2011-2013       |
| Seconda stagione | 26      | 2015             | 2016            |
| Terza stagione   | 26      | 2019-2020        | 2019-2020       |
| Quarta stagione  | 26      | 2023-2024        | 2023-2024       |

## Personaggi

### Principali
- Zig: è un maschio di iena bruna, sempre affamato e sfortunato. È nemico di Sharko, anche se, qualche volta, i due si alleano temporaneamente, lasciando trapelare un reciproco affetto segreto. Venne adottato assieme a Bernie da una gorilla che fece loro da madre fino all'adolescenza; probabilmente da cucciolo fu portato sull'isola da una nave proveniente dall'Africa. Il suo obiettivo perenne è quello di catturare e mangiare la sirena Marina. A questo scopo, elabora sempre una quantità di complicati piani che falliscono sistematicamente. A partire dalla seconda stagione, però, diventa molto più subdolo e sveglio e spesso prepara trappole anche per Sharko, che a volte riescono, ma non riesce comunque a mangiare Marina; ci riesce in un solo episodio, ma Sharko la salva tornando indietro nel tempo rubando uno speciale telecomando di Ade, che lo stava usando per far scivolare ripetutamente un gorilla. In diverse occasioni dimostra di essere un eccellente chef, tanto che persino Sharko, una volta, lo ha costretto a fargli da insegnante. È l'unico personaggio della serie a non fare mai un'assenza in tutte e quattro le stagioni. Per il suo comportamento, Zig è ispirato a Willy il Coyote.
- Sharko: è un burbero squalo bianco, nemico di Zig e Bernie. È il guardiano della sirena Marina, di cui è follemente innamorato e che protegge sempre dalle trappole di Zig. A volte, indossa degli occhiali da sole, che lo rendono virile ed attraente nei confronti della sirena, anche se al suo fianco spesso diventa stupido e remissivo. Nella prima stagione, sembra che lui e Marina vivano insieme in una casa sottomarina; nella seconda stagione, invece, Sharko costruisce un enorme castello di sabbia inspiegabilmente solido e resistente e lei si trasferisce lì da sola (non è noto dove viva lo squalo nella seconda stagione); nella terza stagione, infine, Sharko si trasferirà nella palestra della nave, mentre Marina dormirà in una suite tutta sua. È anche il bagnino della spiaggia. Ogni volta che Zig riesce a catturare la sirena, Sharko lo ferma picchiandolo brutalmente, tanto da trasformarlo spesso in oggetti o scomporlo. Nonostante questa rivalità però, lo squalo dimostra in certi casi di tenere molto alla iena comportandosi quindi come una sorta di amico-nemico. Ha una passione per il ping-pong, sport in cui è molto abile. Ha paura dei ragni, dei topi, dei clown, del buio e anche del dentista. Inoltre, sembra non riuscire fisicamente a compiere una qualsiasi azione vietata da un cartello, anche la più banale e insensata. Spesso il suo corpo diventa antropomorfo, soprattutto quando si arrabbia, facendo uscire muscoli esagerati, peli, mani venose e piedi enormi. Ama allenarsi in palestra.
- Marina: è una sirena con i capelli rossi, gli occhi azzurri e la coda ed il reggiseno verdi. Nella prima stagione, risulta molto vanitosa e gelosa di Sharko, mentre dalla seconda in poi ostenta un atteggiamento più responsabile (per quanto sia sempre presente la sua grande ingenuità) e viene anche caratterizzata maggiormente, rivelando una vera e propria passione per la riparazione di automobili ed aggeggi vari. Marina è anche estremamente amichevole, infatti si impietosisce facilmente e sembra vedere del buono in chiunque, tanto che non capisce mai le reali intenzioni di Zig nei suoi confronti. La sirena tiene molto a Sharko, che può essere definito il suo migliore amico, e ha più volte dimostrato di provare dei mal celati sentimenti per lui. In testa tiene una stella marina, trovata da lei quando era piccola, che in un episodio della seconda stagione si fidanza con Bernie. Nella quarta stagione, tornando sull'isola, trova un paio di ciabatte magiche che, quando indossate, trasformano la sua coda in un paio di elastiche ed allungabili gambe umane. Il suo aspetto e la sua ingenuità sono ispirati ad Ariel de La sirenetta. Nella prima stagione, viene data per figlia di una sirena e di un marinaio, mentre dalla seconda in poi è figlia di Poseidone e di madre ignota.
- Bernie: come dice il suo nome, è un paguro bernardo, stranamente non dotato di chele, probabilmente per semplicità nel'animarlo. È il migliore amico, nonché fratello adottivo, di Zig, che aiuta a catturare Marina grazie alla sua spiccata intelligenza. Nella seconda stagione, si fidanza con la stella che la sirena ha in testa.

### Secondari
- Re Nettuno: è il sovrano del mare. Appare per la prima volta nell'episodio La corte di Re Nettuno, dove fa la corte a Marina ed è ritratto come un giovane tritone vanesio e palestrato, con un tridente magico ed un gruppo di orche come guardie del corpo; per quanto sia un personaggio ricorrente nella prima stagione, in seguito scompare del tutto.
- Re Poseidone: un grosso camionista, sovrano del Mare e padre di Marina. Sostituisce il personaggio di Nettuno dalla seconda stagione. Possiede un tridente magico e ha il totale controllo sull'acqua. Inizialmente non vede di buon'occhio Sharko, ma, dopo che questo lo aiuterà a salvare Marina da Zig, cambierà idea su di lui ed approverà la sua relazione con la sirena. Poseidone è il nemico giurato di Ade, nonché l'unico in grado di tenergli testa. Si sposta quasi sempre guidando un camion fatto d'acqua.
- Aldo: è il personaggio secondario più ricorrente della seconda serie. È il pilota dell'aereo che si è schiantato sull'albero che fa da casa a Zig e Bernie nella seconda stagione. Un tempo era un pilota esperto, ma ha perso la memoria e si è rintontito a seguito dell'incidente che lo ha fatto schiantare sull'isola di Zig. Veste anche in modo trasandato e ha talento per lo yoga. In un episodio riacquista la memoria, ma la riperde nuovamente ripetendo involontariamente lo stesso incidente che gliel'aveva fatta perdere la prima volta. Sembra che Zig e Bernie gli vogliano bene, dato che lo si vede incluso in una foto che la iena e il paguro conservano caramente. Nella terza stagione, diventa il timoniere della nave su cui viaggiano i protagonisti (per quanto il capitano rimanga, comunque, Marina).
- Stella: è una stella marina gialla che vive sui capelli di Marina. Nella seconda stagione si fidanza con Bernie.
- Fata Sardina: una fata simile ad una sardina che ha incantato le ciabatte di Marina.

### Antagonisti
- Ade: è uno stregone dalla pelle verdastra e dai capelli costituiti da fiamme azzurre. Vive nel vulcano al centro dell'isola ed è follemente innamorato di Marina. È inoltre un vecchio nemico del Re Poseidone, con cui si scontra occasionalmente. Spesso, quando Marina è minacciata dalla sua presenza, Zig, Sharko e Bernie mettono da parte le loro ostilità per salvarla. Può allungare i suoi piedi e usarli come muletto. Fa la sua comparsa nella seconda stagione e può essere considerato il vero malvagio principale della serie.
- Mummia: è una mummia che appare nella seconda serie. Nella sua prima apparizione viene mostrato il suo sarcofago, conservato in una piramide trovata dai protagonisti. Appare anche in un altro episodio, in cui cerca di aiutare Zig a catturare Marina.
- Il Polpo Gigante: è un kraken ciclope, dal colore verde acqua. Il suo obiettivo è quello di uccidere il Re Poseidone, come Ade, ma viene sempre sconfitto.
- Blobi: è un piccolo extraterrestre rosa e ciclope. Il suo scopo è mangiarsi Marina, proprio come Zig. La iena è gelosa di lui, però Sharko pensa che l'alieno sia suo amico, nonostante Zig gli dica che è pericoloso.
- Olga la Terribile: è una vichinga che compare nella terza stagione, che ha un grande martello in grado di schiacciare i nemici. Sembra innamorarsi follemente di chiunque la baci in bocca, anche se per errore.

## Distribuzione internazionale

### Italia
La serie è andata in onda su Italia 1 dal 13 giugno 2011 interrompendosi il 27 novembre all'episodio 63. Dal 21 luglio 2012 Boing inizia a replicare la serie e trasmette 7 nuovi episodi. Infine dal 2 maggio 2013 su Premium Play arrivano gli ultimi 8 episodi inediti. La seconda stagione è stata trasmessa dal 4 aprile fino al 19 ottobre 2016 su K2, mentre la terza stagione è stata trasmessa dal 6 maggio 2019 al 21 gennaio 2020, divenendo anche la prima ad arrivare in Italia rispetto alla Francia. Sempre su K2, la quarta stagione viene trasmessa dal 12 settembre 2023 al 30 aprile 2024. In Italia è disponibile su TIMVISION e Netflix.

### Edizione italiana
La lingua dei titoli varia dall'inglese al francese per la seconda stagione (dall’episodio 1 al 30 in francese, e dal 31 al 78 in inglese), mentre quelli della prima, della terza e della quarta sono interamente in inglese.

### Trasmissione nel mondo
| Paese         | Canale                                                |
| ------------- | ----------------------------------------------------- |
| Francia       | Canal+ Family (stagione 1), Gulli (stagione 2-4), TF1 |
| Italia        | Italia 1 (ep. 1-63), Boing (ep. 64-70), K2 (ep. 79+)  |
| Spagna        | Nickelodeon                                           |
| Regno Unito   | Nicktoons                                             |
| Polonia       | Teletoon+, TV Puls 2, Disney XD                       |
| Germania      | Super RTL                                             |
| Russia        | Karusel                                               |
| Portogallo    | SIC K                                                 |
| Croazia       | RTL Kockici                                           |
| Marocco       | Cartoon Network                                       |
| Africa        | Boomerang Africa                                      |
| Argentina     | Disney XD                                             |
| Messico       | Disney XD, Happy Kids Channel                         |
| Brasile       | Disney XD, SBT                                        |
| Asia          | Disney Channel                                        |
| Corea del Sud | Disney Channel                                        |
| Giappone      | Disney Channel                                        |
| Filippine     | Internet                                              |
| India         | Internet                                              |
| Sudafrica     | Internet                                              |
| Stati Uniti   | Netflix                                               |

## Sigle
Ogni stagione possiede una sigla differente. Per tutte le trasmissioni in Italia sono state utilizzate le introduzioni originali.

## Spin-off
Nel 2021, una serie spin-off è stata creata da Alexandre Simard, Mathieu Peters-Houg e Lucille Briand per Xilam, intitolata Le avventure di Bernie. La serie si è concentrata sul personaggio titolare che, mentre aiuta Zig nel suo prossimo piano per prendere di mira e mangiare Marina, viene mandato via dalla loro isola a causa di uno strano incidente e finisce nelle profondità dell'oceano roccioso. Gli episodi si concentrano sugli sforzi di Bernie nell'usare la sua intelligenza e le sue capacità creative per trovare una via di ritorno a casa e a Zig, il tutto incontrando una varietà di nuovi personaggi lungo la strada. La serie si svolge nello stesso universo e utilizza un umorismo slapstick silenzioso, ma con ogni episodio della durata di tre minuti e mezzo, ad eccezione del primo episodio.

## Altri media

### Videogioco
Dalla serie è stato tratto un videogioco per dispositivi mobili intitolato Zig & Sharko Pixel Run.